# Viola (jméno)
Viola je ženské křestní jméno latinského původu. Vykládá se jako „fialka“ nebo „tmavomodrý květ“. Podle českého kalendáře má svátek 25. května. Další variantou jména je Violeta.
Domácí podoby jména zahrnují varianty Violka, Vilka, Víla, Ví, Olinka či Olka.

## Viola v jiných jazycích
- Slovensky, srbsky: Viola
- Rusky, německy, italsky: Viola nebo Violetta
- Polsky: Wioleta
- Španělsky: Viola nebo Violeta
- Anglicky: Viola nebo Violet
- Francouzsky: Violette

## Známé nositelky jména
- Violet Blue – americká spisovatelka
- Violet Bonham Carter (1887–1969) – britská politička a kronikářka
- Violeta Bulcová, slovinská politička
- Viola Fischerová – česká básnířka a překladatelka
- Violet Garner Affleck – dcera herců Jennifer Garnerové a Bena Afflecka
- Violet Jacob (1863–1946) – britská spisovatelka
- Violet Florence Martin (1862–1915) – irská spisovatelka
- Violet Markham (1872–1959) – britská spisovatelka a sociální reformátorka
- Violet Oakley (1874–1961) – americká výtvarnice
- Violeta Szekely – rumunská běžkyně
- Violeta Šporclová – dcera herečky Barbary Kodetové a houslisty Pavla Šporcla
- Viola Těšínská – manželka Václava III. a česká a polská královna
- Violet Trefusis (1894–1972) – britská spisovatelka a společenská celebrita
- Viola Zinková – česká herečka

## Fiktivní nositelky
- Viola, postava ze Shakespeare'ovy hry Večer tříkrálový

## Jiné
- Divadlo Viola – malá divadelní scéna naproti Národnímu divadlu v Praze, která se zaměřuje především na představení inspirovaná literárními texty. V 60. letech patřila k významným centrům kulturního a společenského života